# Greg Newton
Pour les articles homonymes, voir Newton.
Gregory Michael « Greg » Newton, né le 7 septembre 1974 à Niagara Falls, au Canada, est un ancien joueur canadien de basket-ball, évoluant aux postes d'ailier fort et de pivot.